# Vexillum diutenerum
Vexillum diutenerum là một loài ốc biển nhỏ, là động vật thân mềm chân bụng sống ở biển trong họ Costellariidae.